# Tette
Tette war ein König von Nuḫašše, einem Kleinstaat auf dem Gebiet des heutigen Nordsyrien, der von etwa 1338 bis 1322 v. Chr. und von 1320 bis etwa 1312 v. Chr. regierte.
Zunächst wurde Tette, Enkel des Šarrupši, vom hethitischen Großkönig Šuppiluliuma I. im Rahmen eines Vasallenvertrages als neuer König eingesetzt (CTH 53). Nach dem Tod von Šuppiluliuma I. verringerte sich in der Bevölkerung das Vertrauen in die Fähigkeiten von Tette, der deshalb 1322 v. Chr. sein Amt an seinen Bruder Šummittara abtrat.
1320 v. Chr. inszenierte Tette jedoch eine Revolte gegen seinen Bruder und kehrte auf den Thron zurück. Muršili II. setzte ihn ca. 1312 v. Chr. wieder ab. Wie aus einem hethitischen Dokument (KUB 19.15 + KBo 50.24) hervorgeht, hatte Tette versucht, Ägypten als Partner zu gewinnen, als Nuḫašše sich (wie offenbar auch Kinza) gegen die Hethiter erhob. Die vorherrschende Meinung setzt diese Rebellion mit dem siebten Regierungsjahr des Muršili gleich, jedoch gibt es auch Meinungen, nach denen diese im neunten Regierungsjahr des Muršili stattfand. Von Ägypten, das womöglich tatsächlich einen Feldzug nach Syrien unternahm, verlangte der hethitische Großkönig in einem an Arma’a (in der Forschung ganz überwiegend mit Haremhab gleichgesetzt) gerichteten Brief die Auslieferung Tettes. Da Arma’a ohne Königstitel angeredet wird, wird angenommen, dass er damals noch nicht ägyptischer Pharao, sondern ein hoher General oder Stellvertreter Ejes war.